# U-Bahnhof Arsenalna
Der U-Bahnhof Arsenalna (ukrainisch Арсенальна (станція метро)/ Arsenalna (stanzija metro), ⓘ) ist ein in 105,5 m unter Grund gelegener U-Bahnhof der Metro Kiew in der ukrainischen Hauptstadt Kiew und damit der zweittiefstgelegene U-Bahnhof der Welt.
Der am 6. November 1960 eröffnete Bahnhof mit einem Personenverkehrsaufkommen von täglich 26.100 Fahrgästen ist seit 1986 ein architektonisches Denkmal von lokaler Bedeutung.

## Lage
Der Bahnhof der U-Bahn-Linie 1 (Swjatoschynsko-Browarska) zwischen den U-Bahnhöfen Chreschtschatyk und Dnipro liegt im Stadtrajon Petschersk am Arsenalplatz in der Nähe vom Arsenalwerk, dem Hotel Saljut und der St.-Nikolaus-Kirche auf Askolds Grab sowie des Kiewer Höhlenklosters. Die große Tiefe wurde wegen der Lage des Stadtzentrums und dem Höhenunterschied zum Dnjepr erforderlich. Wegen dieser tiefen Lage sind die Zugangsrolltreppen geteilt, der obere und untere Abschnitt liegen etwa in einem Winkel von 90 Grad.

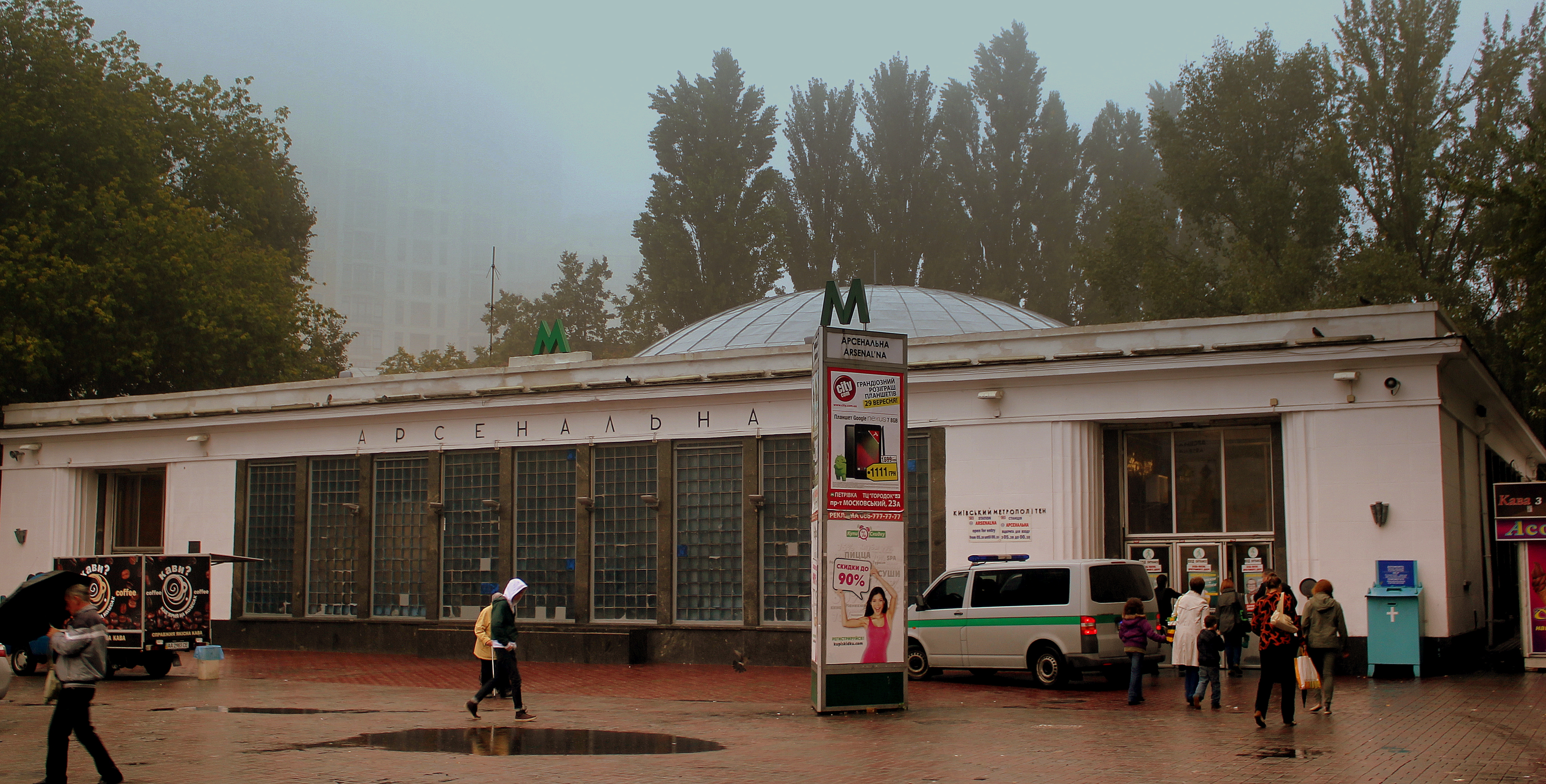
Eingangshalle zum U-Bahnhof am Arsenalplatz, Außenansicht
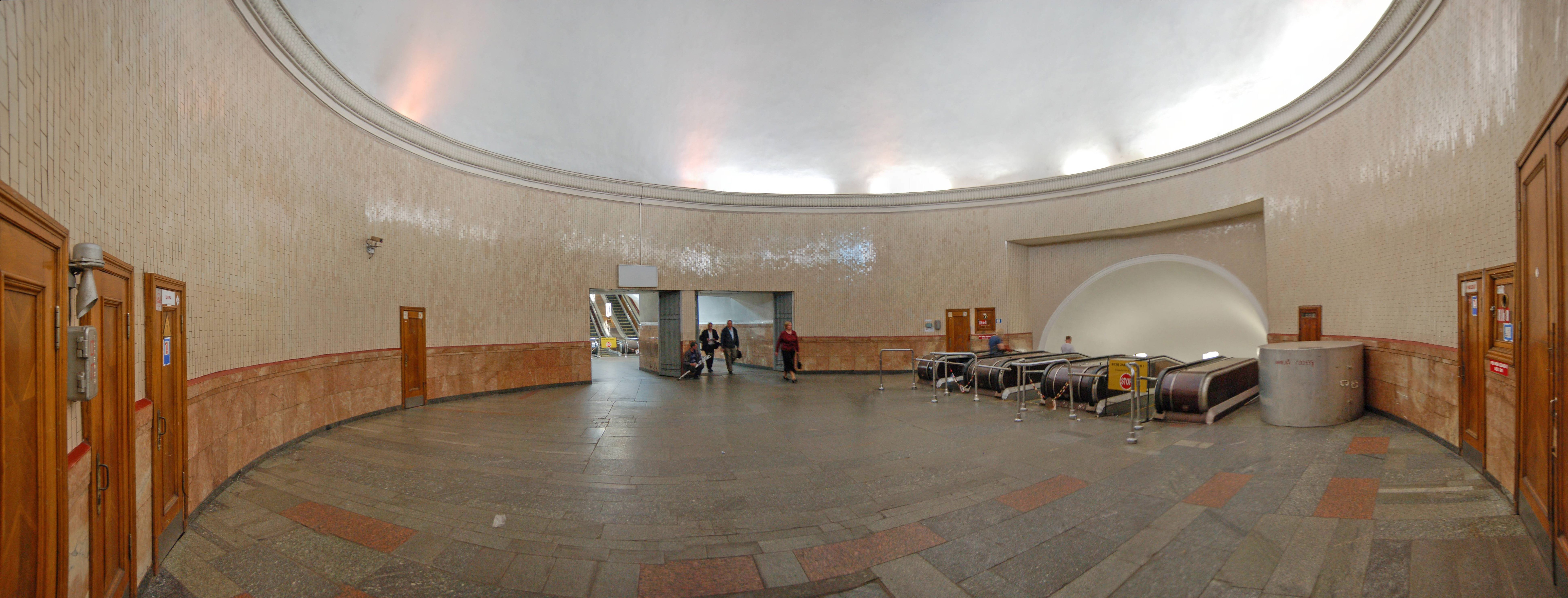
Zwischengeschoss, Wechsel zwischen oberer und unterer Rolltreppe
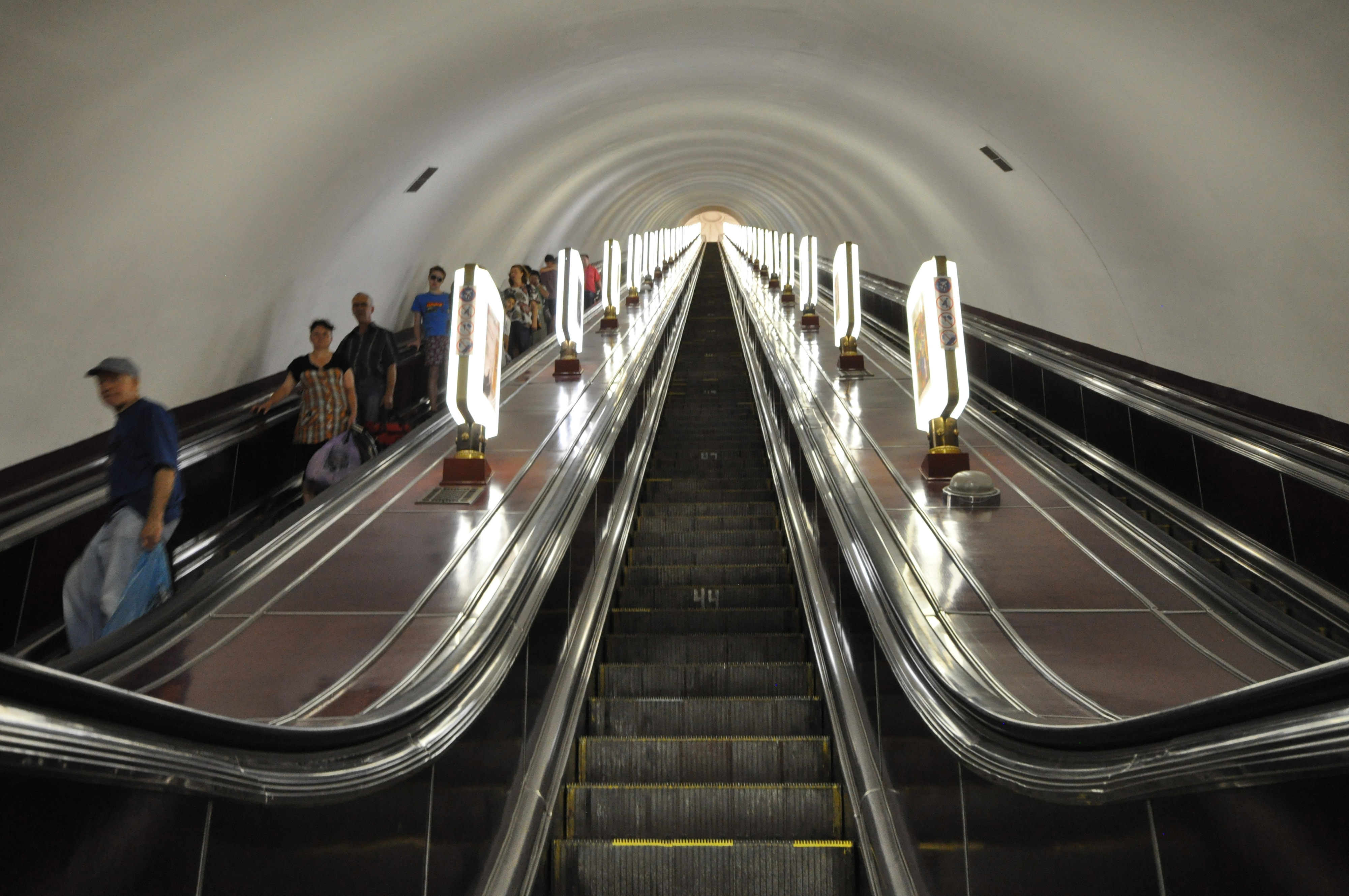
Rolltreppen zum zweittiefstgelegenen U-Bahnhof der Welt